# Liste der Biografien/Tie
Liste der Biografien |
Portal Biografien |
Personensuche
# |
A |
B |
C |
D |
E |
F |
G |
H |
I |
J |
K |
L |
M |
N |
O |
P |
Q |
R |
S |
T |
U |
V |
W |
X |
Y |
Z |
?
 
Ta |
Tc |
Te |
Tf |
Tg |
Th |
Ti |
Tj |
Tk |
Tl |
Tm |
To |
Tq |
Tr |
Ts |
Tu |
Tv |
Tw |
Tx |
Ty |
Tz
 
Tia |
Tib |
Tic |
Tid |
Tie |
Tif |
Tig |
Tih |
Tii |
Tij |
Tik |
Til |
Tim |
Tin |
Tio |
Tip |
Tiq |
Tir |
Tis |
Tit |
Tiu |
Tiv |
Tiw |
Tix |
Tiy |
Tiz
Die Liste der Biografien führt alle Personen auf, die in der deutschsprachigen Wikipedia einen Artikel haben. Dieses ist eine Teilliste mit 462 Einträgen von Personen, deren Namen mit den Buchstaben „Tie“ beginnt.

## Tie
- Tié Bi, Éric (* 1990), ivorisch-französischer Fußballspieler
- Tie, Yana (* 1979), chinesische Tischtennisspielerin (Hongkong)

### Tieb
- Tiebel, Erwin (1903–1981), deutscher KGB-Spion und SS-Mitglied
- Tiebel, Fritz (* 1889), deutscher Politiker (NSDAP), MdR
- Tiebel, Jessica (* 1998), deutsche Rennrodlerin
- Tiebel, Siegfried (1917–2012), deutscher Verwaltungsjurist und Ministerialbeamter
- Tieber, Ben (1867–1925), österreichischer Theaterdirektor
- Tieber, Claus (* 1966), österreichischer Filmwissenschaftler und Journalist
- Tieber, Elisabeth (* 1990), österreichische Fußballspielerin und FußballfunktionärinElisabeth Tieber (* 1990)

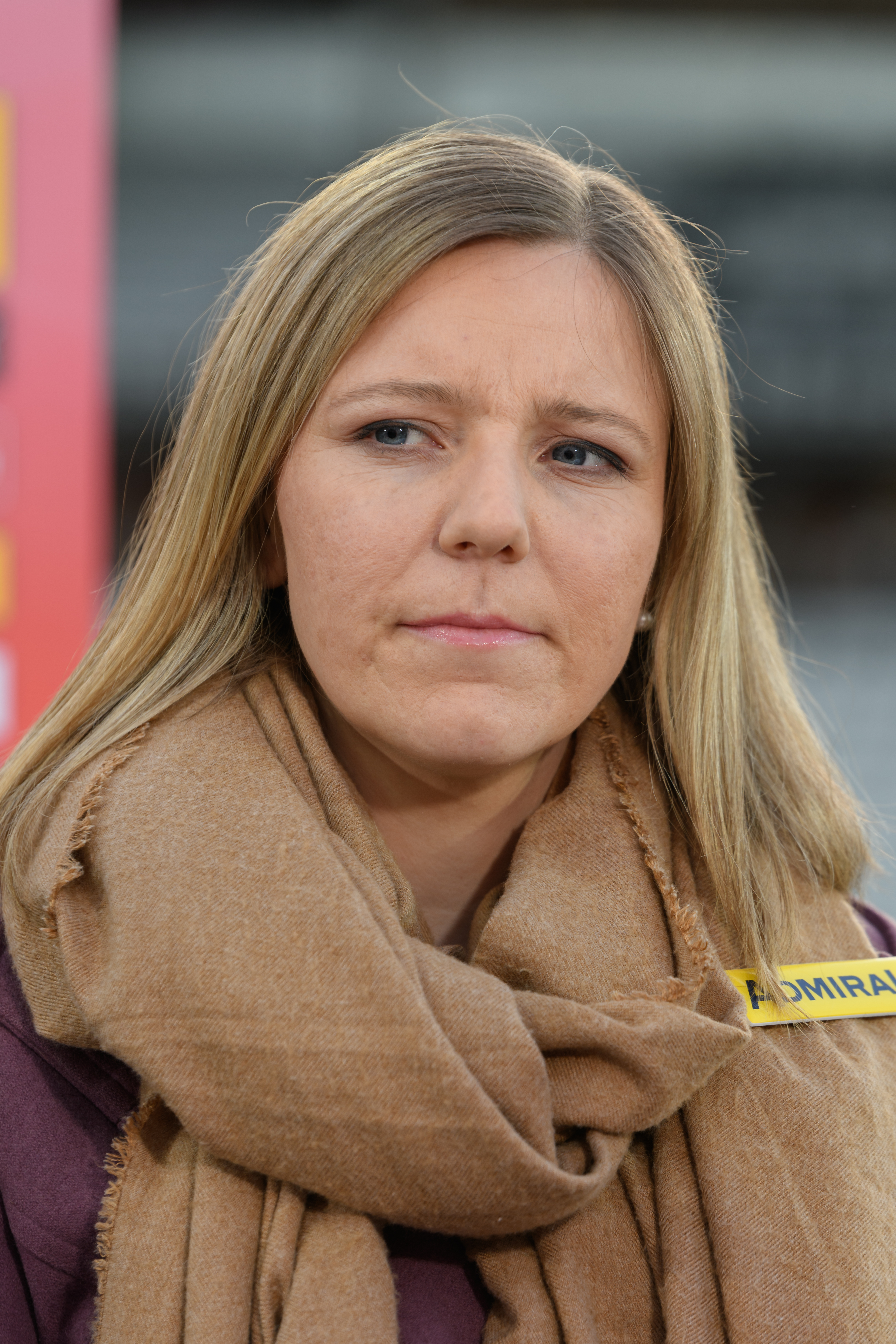
Elisabeth Tieber (* 1990)

- Tieber, Herbert (1942–1990), österreichischer Politiker (SPÖ), Abgeordneter zum Nationalrat
- Tieber, Michael (* 1988), österreichischer Fußballspieler
- Tiebert, Georg (1908–1989), deutscher Verwaltungsjurist, leitender Ministerialbeamter im Eisenbahnwesen beim Bundesverkehrsministerium
- Tiebert, Hermann (1895–1978), deutscher Maler der neuen Sachlichkeit
- Tiebout, Charles (1924–1968), US-amerikanischer Ökonom, Entwickler des Tiebout-Modells
- Tiebout, Torsten, Bratschist und Violinist
- Tiebwa, Nera (* 2008), kiribatische Judoka

### Tiec
- Tièche, Adolf (1877–1957), schweizerischer Architektur- und Landschaftsmaler
- Tièche, Édouard (1877–1962), Schweizer Klassischer Philologe
- Tièche, Max (1878–1938), Schweizer Dermatologe
- Tièche, Paul Adolphe (1838–1912), Schweizer Architekt
- Tieck, Christian Friedrich (1776–1851), deutscher Bildhauer
- Tieck, Dorothea (1799–1841), deutsche Shakespeare-Übersetzerin
- Tieck, Ludwig (1773–1853), deutscher Dichter, Schriftsteller, Herausgeber und Übersetzer der RomantikLudwig Tieck (1773–1853)

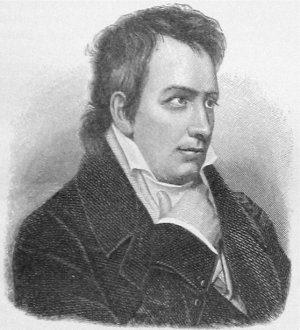
Ludwig Tieck (1773–1853)

- Tieck, Polly (1893–1975), deutsche Journalistin
- Tieck, Sophie (1775–1833), deutsche Dichterin
- Tiecke, Nike (* 1994), deutsche Sopranistin und Musicaldarstellerin

### Tied
- Tiede, August (1834–1911), deutscher Architekt, preußischer Baubeamter und Hochschullehrer
- Tiede, Christian Friedrich (1794–1877), deutscher Uhrmacher und Chronometerbauer
- Tiede, Fritz (1929–2008), deutscher Fußballspieler
- Tiede, Herbert (1915–1987), deutscher Schauspieler
- Tiede, Johann Friedrich (1732–1795), deutscher evangelischer Theologe
- Tiede, Paul (1858–1946), deutscher General der Infanterie
- Tiede, Reno (* 1990), deutscher Goalballer
- Tiedeken, Günter (1932–2019), deutscher Maler und Grafiker
- Tiedeken, Regina, deutsche Kostümbildnerin
- Tiedeman, David V. (1919–2004), amerikanischer Erziehungswissenschaftler, Psychologe und Counselor
- Tiedemann, Adolf von (1865–1915), deutscher Offizier, Kolonialist und Publizist
- Tiedemann, Andreas von (* 1956), deutscher Agrar- und Umweltwissenschaftler
- Tiedemann, Carl von (1878–1979), deutscher Generalleutnant im Zweiten Weltkrieg
- Tiedemann, Carlo von (1943–2025), deutscher Rundfunkredakteur und -moderatorCarlo von Tiedemann (1943–2025)

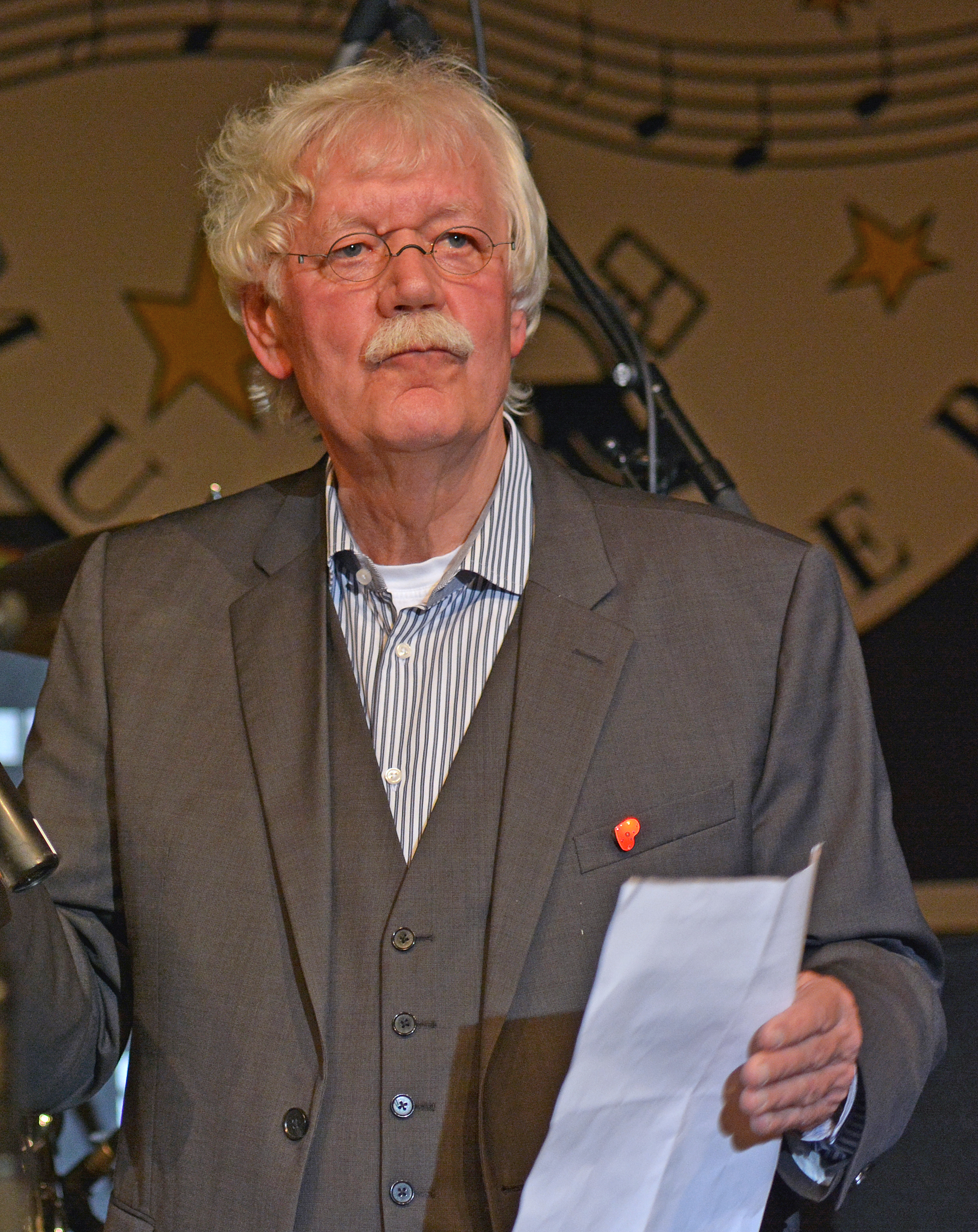
Carlo von Tiedemann (1943–2025)

- Tiedemann, Charlotte (1919–1979), deutsche Sängerin und Filmschauspielerin
- Tiedemann, Christoph (1516–1561), deutscher Domherr
- Tiedemann, Christoph von (1836–1907), deutscher Verwaltungsjurist in Preußen, MdHdA, MdR
- Tiedemann, Claus (* 1941), deutscher Sportwissenschaftler, Hochschullehrer
- Tiedemann, Dieter (* 1935), deutscher Politiker (SPD), MdBB, Bremer Senator
- Tiedemann, Dietrich (1748–1803), deutscher Philosoph und Hochschullehrer
- Tiedemann, Emil, deutscher (Hof-)Fotograf
- Tiedemann, Ernst (1919–2007), deutscher Mediziner
- Tiedemann, Friedrich (1781–1861), deutscher Anatom und Physiologe
- Tiedemann, Fritz (1872–1930), deutscher Politiker
- Tiedemann, Fritz (1915–2001), deutscher Fotograf
- Tiedemann, Gunther (* 1968), deutscher Musiker (Cello, Orgel, Komposition)
- Tiedemann, Gustav (1808–1849), Revolutionär
- Tiedemann, Heinrich (1800–1851), deutscher Landmesser, Landinspektor, Gutsbesitzer und Politiker
- Tiedemann, Heinrich (1878–1952), deutscher Historiker
- Tiedemann, Heinrich von (1924–2020), deutscher Journalist
- Tiedemann, Heinz (1923–2004), deutscher Mediziner, Biochemiker, Entwicklungsbiologe und Hochschullehrer
- Tiedemann, Hella (1936–2016), deutsche Romanistin und Komparatistin
- Tiedemann, Johann Gottfried (1803–1850), deutscher Kaufmann und Buchdrucker
- Tiedemann, Johann Peter (1740–1816), deutscher Propst, Geistlicher und Theologe
- Tiedemann, Johannes (1503–1561), Bischof von Lübeck
- Tiedemann, Joseph (1884–1959), deutscher Architekt, Hochschullehrer und Denkmalpfleger
- Tiedemann, Julia (* 1987), deutsche Politikerin (BIW, Bündnis Deutschland), MdBB
- Tiedemann, Karl Eduard von (1724–1792), preußischer Generalmajor, Chef des Infanterieregiments Nr. 55
- Tiedemann, Klaus (1938–2018), deutscher Rechtswissenschaftler und Hochschullehrer
- Tiedemann, Ludwig von (1841–1908), deutscher Architekt und preußischer Baubeamter
- Tiedemann, Markus (* 1970), deutscher Philosoph, Fachdidaktiker und Jugendbuchautor
- Tiedemann, Neil Edward (* 1948), US-amerikanischer Ordensgeistlicher, Weihbischof in Brooklyn
- Tiedemann, Otto von (1811–1892), preußischer Generalleutnant und Kommandant der Festung Posen
- Tiedemann, Paul (1935–2014), deutscher Handballspieler und -trainer
- Tiedemann, Philip (* 1969), deutscher Regisseur
- Tiedemann, Rolf (1932–2018), deutscher Philosoph, Philologe und Editor
- Tiedemann, Rolf Gerhard (1941–2019), deutscher Historiker
- Tiedemann, Rudolf (1906–1978), deutscher Jurist, Landrat und Staatskommissar
- Tiedemann, Rudolf von (1833–1888), preußischer Generalmajor und Kommandeur der 31. Infanterie-Brigade
- Tiedemann, Sibylle (* 1951), deutsche Regisseurin, Autorin und Filmproduzentin
- Tiedemann, Tim (* 1994), deutscher Schauspieler
- Tiedemann, Wilhelm (1900–1982), deutscher Pferde-Fotograf und -Filmer
- Tiedemann-Bischop, Nicole (* 1971), deutsche Kulturwissenschaftlerin
- Tiedemann-Seeheim, Heinrich von (1843–1922), deutscher Politiker, Vorsitzender des Deutschen Ostmarkenvereins (1894–1920)
- Tiedermann, Heinrich (1873–1964), deutscher Politiker (SPD)
- Tiedge, Christoph August (1752–1841), deutscher Dichter
- Tiedge, Gudrun (* 1953), deutsche Politikerin (Die Linke), MdL, inoffizielle Mitarbeiterin der DDR-Staatssicherheit
- Tiedge, Hansjoachim (1937–2011), deutscher Agent, Mitarbeiter des Bundesamtes für Verfassungsschutz und Überläufer
- Tiedgen, Harro (1925–1986), deutscher Brigadegeneral des Heeres der Bundeswehr
- Tiedje, Egon (1934–2011), deutscher Anglist
- Tiedje, Hans-Hermann (* 1949), deutscher Journalist und MedienmanagerHans-Hermann Tiedje (* 1949)

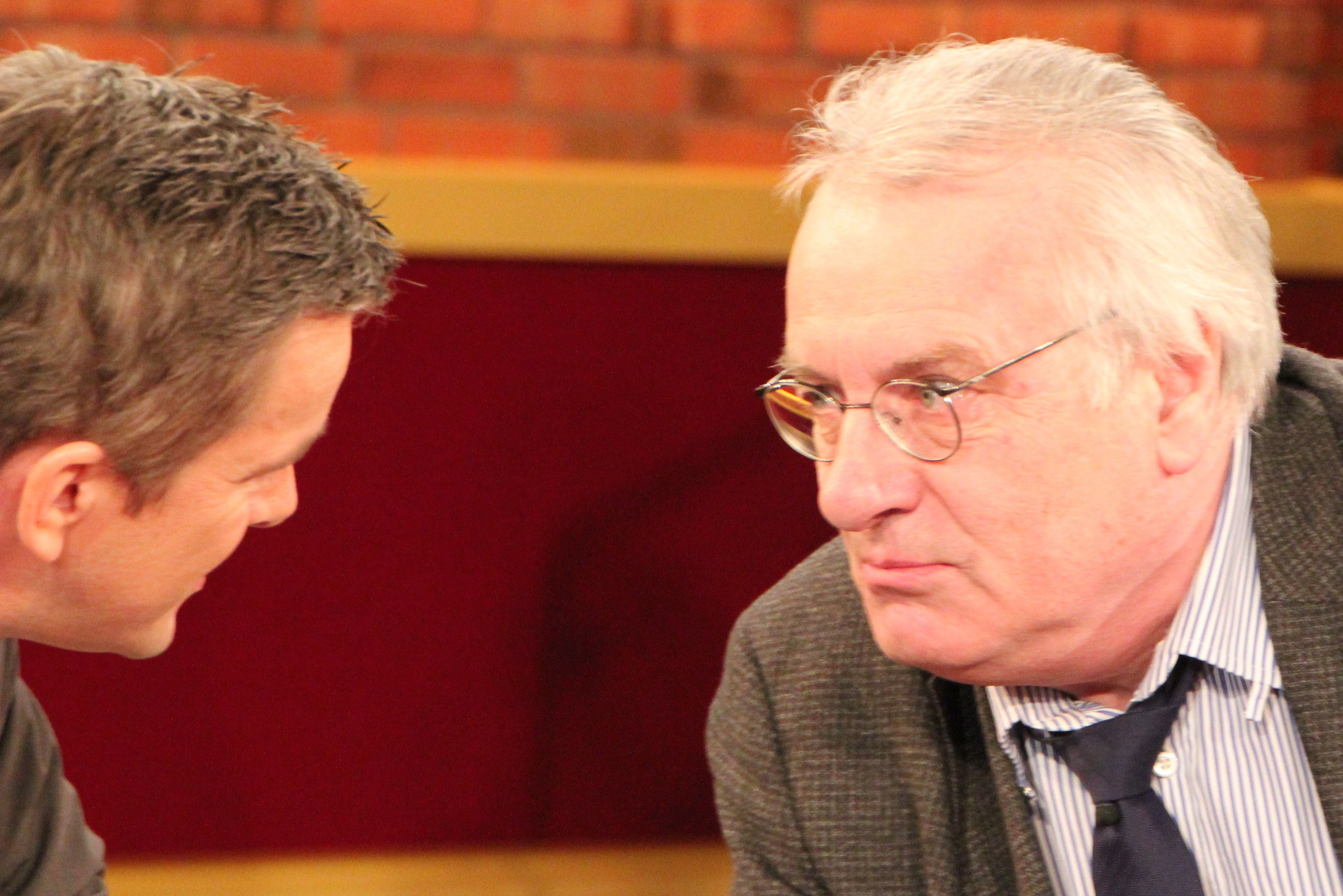
Hans-Hermann Tiedje (* 1949)

- Tiedje, James M. (* 1942), US-amerikanischer Mikrobiologe und Bodenkundler
- Tiedje, Johannes (1879–1946), deutscher Ministerialbeamter
- Tiedje, Wilhelm (1898–1987), deutscher Architekt und Hochschullehrer
- Tiedke, Johannes (1881–1947), deutscher Versicherungsdirektor
- Tiedke, Kurt (1924–2015), deutscher Politiker der DDR (SED), MdV
- Tiedke, Wolfgang (* 1951), deutscher Journalist
- Tiedt, Frederick (1935–1999), irischer Boxer
- Tiedt, Friedemann (1945–2017), deutscher Politiker (SPD), MdL
- Tiedt, Karl (1881–1938), deutscher Politiker (SPD, USPD, KPD), MdR und Sexualreformer
- Tiedt, Richard (* 1874), deutscher Landwirt und Politiker
- Tiedtke, August (1913–1972), deutscher Billardspieler
- Tiedtke, Ellen (1930–2022), deutsche Schauspielerin, Kabarettistin und Sängerin
- Tiedtke, Gert (1922–2021), deutscher Billardspieler
- Tiedtke, Ingrid (* 1941), deutsche Leichtathletin
- Tiedtke, Jakob (1875–1960), deutscher Schauspieler
- Tiedtke, Jens (1979–2019), deutscher HandballspielerJens Tiedtke (1979–2019)

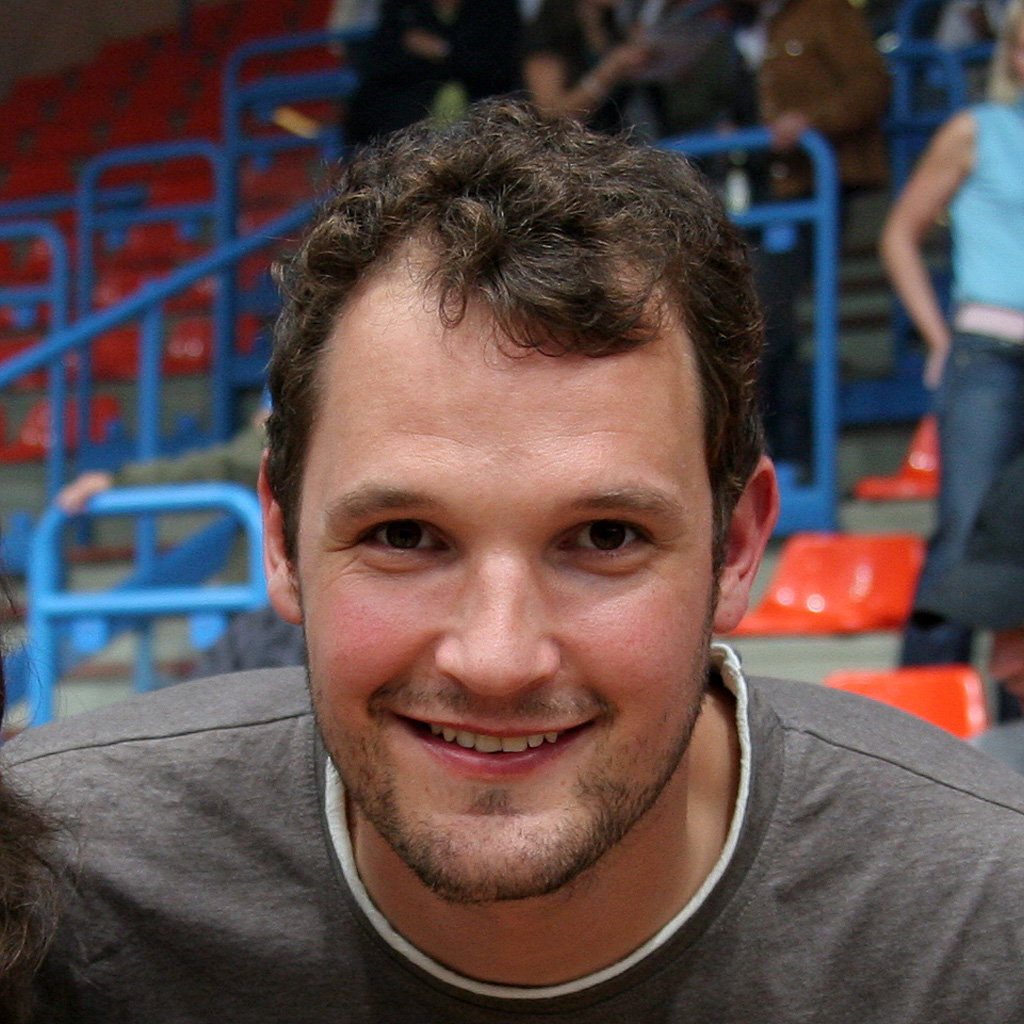
Jens Tiedtke (1979–2019)

- Tiedtke, Klaus (* 1940), deutscher Hochschullehrer
- Tiedtke, Lina (* 1983), deutsche Schauspielerin und Sängerin
- Tiedtke, Manfred (* 1942), deutscher Zehnkämpfer
- Tiedtke, Marion (* 1962), deutsche Dramaturgin und Hochschullehrerin
- Tiedtke, Sabine (* 1979), deutsche Kunsthistorikerin
- Tiedtke, Siegfried (* 1929), deutscher Fußballspieler
- Tiedtke, Susen (* 1969), deutsche Weitspringerin

### Tief
- Tief, Francis Joseph (1881–1965), US-amerikanischer Geistlicher, römisch-katholischer Bischof von Concordia
- Tief, Otto (1889–1976), estnischer Politiker
- Tiefbrunn, Eibert (1644–1712), Hamburger Kaufmann, Politiker und Oberalter
- Tiefel, Willi (1911–1941), deutscher Fußballspieler
- Tiefenbach, Dániel (* 1999), ungarischer Fußballspieler
- Tiefenbach, Dov (* 1981), kanadischer Schauspieler und Musiker
- Tiefenbach, Georg (* 1976), deutscher Autor, Drehbuchautor und Filmproduzent
- Tiefenbach, Heinrich (1944–2021), deutscher Mediävist, Linguist und Philologe
- Tiefenbach, Paul-Hermann (* 1951), deutscher Politiker (Grüne), MdBB
- Tiefenbach, Rudolf von (1582–1653), Feldherr im Dreißigjährigen Krieg
- Tiefenbach, Tamás (* 1972), ungarischer Fußballspieler und Trainer
- Tiefenbacher, Andreas (* 1961), österreichischer Autor
- Tiefenbacher, Friederike (* 1965), deutsche Schauspielerin und Hörspielsprecherin
- Tiefenbacher, Matthias (* 1962), deutscher Regisseur
- Tiefenbacher, Sepp (1925–2009), österreichischer Forstarbeiter, Gastwirt und Schriftsteller
- Tiefenbruch, Franz (1609–1702), deutscher Pädagoge
- Tiefenbrunner, Laura (* 2001), deutsche Tischtennisspielerin
- Tiefenbrunner, Otto (1902–1972), österreichischer Rechtsanwalt und Widerstandskämpfer
- Tiefenbrunner, Peter (* 1952), deutscher Autor, Schauspieler und Kabarettist
- Tiefensee, Arno (* 2002), deutscher Eishockeyspieler
- Tiefensee, Charlotte von (* 1827), österreichische Sopranistin
- Tiefensee, Eberhard (* 1952), deutscher Theologe und Hochschullehrer
- Tiefensee, Johann Fischer von (1772–1831), österreichischer Generalmajor
- Tiefensee, Samuel (1722–1810), deutscher Philologe, Schriftsteller und Schulmann
- Tiefensee, Siegfried (1922–2009), deutscher Dirigent
- Tiefensee, Volker (* 1956), deutscher Politiker (CDU), MdL
- Tiefensee, Wolfgang (* 1955), deutscher Politiker (SPD), MdBWolfgang Tiefensee (* 1955)

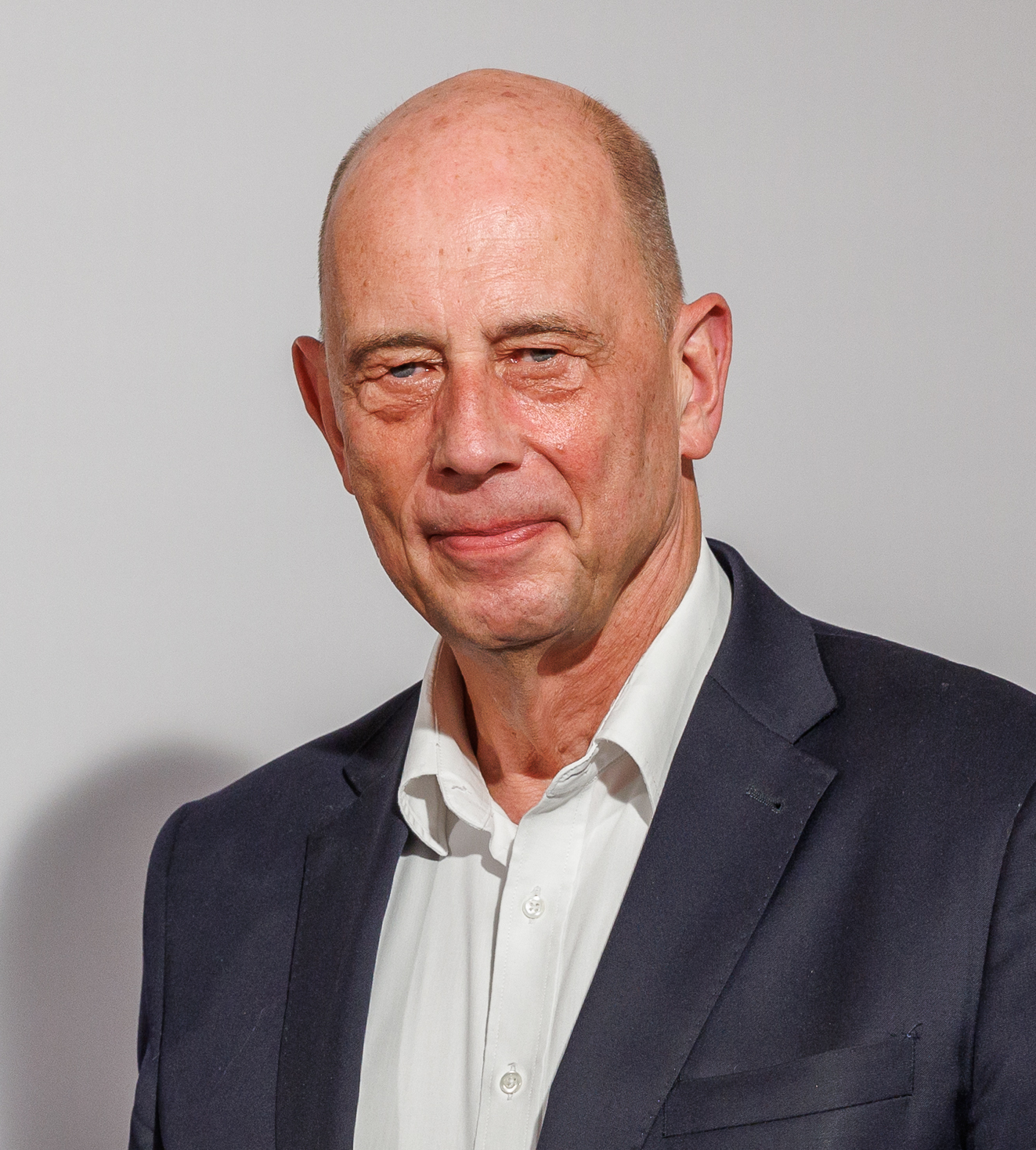
Wolfgang Tiefensee (* 1955)

- Tiefenthal, Oscar (* 1956), deutscher Journalist
- Tiefenthaler, Anton (1929–1982), österreichischer Maler
- Tiefenthaler, Arthur (* 1938), österreichischer Politiker (FPÖ), Landtagsabgeordneter
- Tiefenthaler, Eberhard (1933–1995), österreichischer Romanist und Bibliothekar
- Tiefenthaler, Fritz (1929–2010), österreichischer Bildhauer und Medailleur
- Tiefenthaler, Joseph (1710–1785), jesuitischer Missionar und Geograph
- Tiefenthaler, Lara (* 1999), österreichische Ruderin
- Tiefenthaler, Laura (* 1996), österreichische Kletterin, Höhenbergsteigerin, Bergführerin und Ärztin
- Tiefenthaler, Meinrad (1902–1986), österreichischer Historiker und Archivar
- Tiefenthaler, Peter (1934–1980), Schweizer Radrennfahrer
- Tiefers, Heinrich (1873–1935), deutscher Bankdirektor und Königlich-Niederländischer Konsul
- Tieffenbach, Christian Ludwig von (1719–1776), preußischer Beamter
- Tieffenbrucker, Caspar († 1571), Lauten- und Geigenbauer aus der Familie der Tieffenbrucker
- Tieffenbrucker, Magnus (1580–1631), deutscher Lauten- und Violenbauer in Venedig
- Tieffenbrucker, Wendelin, Lautenbauer aus der Familie der Tieffenbrucker, in Padua wirkend
- Tiefnig, Alfred (* 1962), österreichischer Politiker (SPÖ), Abgeordneter zum Kärntner Landtag
- Tiefnig, Ferdinand (* 1965), österreichischer Politiker (ÖVP), Mitglied des Bundesrates, Landtagsabgeordneter
- Tieftrunk, Johann Heinrich (1760–1837), deutscher Philosoph
- Tieftrunk, Karel (1829–1897), tschechischer Autor

### Tieg
- Tiegel, Christoph (* 1965), deutscher Journalist und Fernsehmoderator
- Tiegelkamp, Adalbert (1938–2009), deutscher Schauspieler
- Tiegs, Cheryl (* 1947), US-amerikanisches Model und Schauspielerin

### Tieh
- Tiehel, Tammy (* 1964), US-amerikanische Filmproduzentin und Filmmanagerin
- Tiehsen, Rudolph (1821–1905), preußischer Generalmajor
- Tiehuis, Peter (* 1956), niederländischer Jazz- und Fusionmusiker (Gitarre)

### Tiek
- Tieke, Anna (1897–1938), deutsche Kommunistin
- Tieke, Julia (* 1974), deutsche Kulturwissenschaftlerin und Radiomacherin
- Tieke, Wilhelm (1923–2012), deutscher Militärschriftsteller
- Tiekötter, Friedel (* 1935), deutscher Fußballspieler
- Tieku, Anthony (* 1974), ghanaischer Fußballspieler
- Tieku, Derek (* 1995), ghanaisch-englischer Fußballspieler

### Tiel
- Tiel, Eddy (1926–1993), niederländischer Hockeyspieler
- Tielbeek, Victor (1919–1997), römisch-katholischer Ordensgeistlicher, Bischof von Formosa
- Tielbürger, Julius (1919–1995), deutscher Unternehmer und Erfinder
- Tielcke, Heinrich Christian (1659–1711), deutscher lutherischer Theologe und Philosoph
- Tielcke, Johann Joachim (1648–1724), deutscher Jurist, Ratsherr und Bürgermeister in Rostock
- Tiele Martins Paulino, Sthéfanie (* 1993), brasilianische Volleyballspielerin
- Tiele, Bernhard (1769–1834), Bremer Kaufmann und Senator
- Tiele, Cornelis Petrus (1830–1902), niederländischer reformierter Theologe, Kirchenhistoriker, Orientalist und theologischer Philosoph
- Tiele-Winckler, Eva von (1866–1930), deutsche Diakonisse, Gründerin der diakonischen Einrichtung FriedenshortEva von Tiele-Winckler (1866–1930)

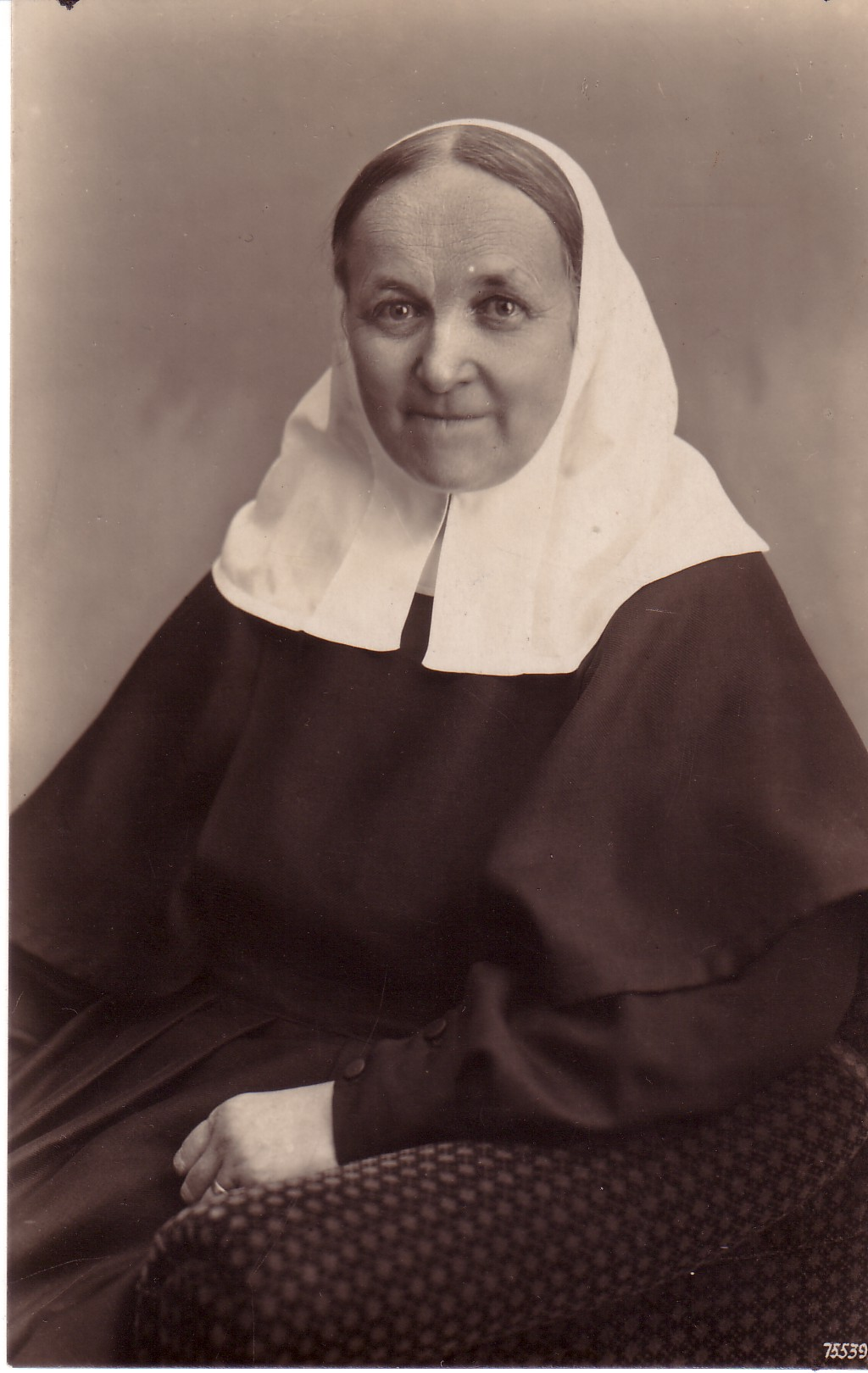
Eva von Tiele-Winckler (1866–1930)

- Tiele-Winckler, Franz Hubert von (1857–1922), deutscher Großgrundbesitzer, Montanindustrieller und preußischer Landrat
- Tielebier-Langenscheidt, Karl Ernst (* 1921), deutscher Verleger
- Tielecke, Hans (1909–1979), deutscher Biologe
- Tieleman, Laurence (* 1972), italienisch-belgischer Tennisspieler
- Tieleman, Melchior Gommar (1784–1864), belgischer Kunstmaler, Zeichenlehrer und Akademie-Direktor sowie Königlich Hannoverscher Hofmaler
- Tielemann, Gotthard Tobias (1773–1847), deutschbaltischer Schriftsteller
- Tielemans, Jean-François (1799–1887), belgischer Jurist und Politiker
- Tielemans, Olivier (* 1984), niederländischer Automobilrennfahrer
- Tielemans, Youri (* 1997), belgischer FußballspielerYouri Tielemans (* 1997)

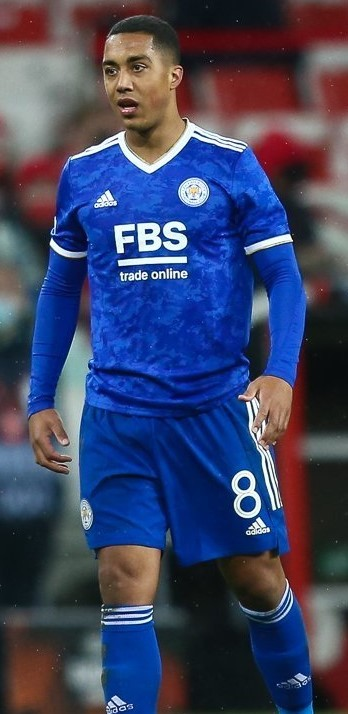
Youri Tielemans (* 1997)

- Tielens, Xander (* 1953), niederländischer Astronom
- Tieles, Cecilio (* 1942), kubanischer Pianist und Musikpädagoge
- Tieles, Evelio (* 1941), kubanischer Violinist und Musikpädagoge
- Tielke, Joachim (1641–1719), deutscher Instrumentenbauer
- Tielke, Johann Gottlieb (1731–1787), kurfürstlicher Hauptmann
- Tielke, Martin (* 1948), deutscher Bibliothekar und Buchautor
- Tielker, Franz Karl (1773–1845), deutscher Maler, Kupferstecher und Radierer
- Tielker, Johann Friedrich (1763–1832), deutscher Maler, Zeichner, Kupferstecher, Innenarchitekt, Architekt und Unternehmer
- Tielking, Knut (* 1967), deutscher Sozial- und Gesundheitswissenschaftler
- Tielman, Inge (1931–2015), niederländische Lyrikerin, Dramatikerin und Theatermanagerin
- Tielman, Rob (* 1946), niederländischer Soziologe, Autor und Hochschullehrer
- Tielmann, Christian (* 1971), deutscher Kinder- und Jugendbuchautor
- Tielrooy, Johannes (1886–1953), niederländischer Romanist und Journalist
- Tielsch, Carl Robert (1815–1882), schlesischer Kaufmann und Unternehmer
- Tielsch, Elfriede Walesca (1910–1993), deutsche Philosophin
- Tielsch, Gudrun (* 1970), österreichische Schauspielerin und Buchautorin
- Tielsch, Ilse (1929–2023), österreichische Schriftstellerin
- Tielsch, Jördis (* 1995), deutsche Sängerin und Multiinstrumentalistin

### Tiem
- Tiemann, August (1895–1982), deutscher Futterbauwissenschaftler
- Tiemann, Barbara (* 1940), deutsche Bibliothekarin
- Tiemann, Christian (* 1964), deutscher Volleyball- und Beachvolleyballspieler
- Tiemann, Christoph (* 1977), deutscher Schauspieler, Moderator und Kabarettist
- Tiemann, Daniel F. (1805–1899), US-amerikanischer Politiker
- Tiemann, Dietlind (* 1955), deutsche Politikerin (CDU)Dietlind Tiemann (* 1955)

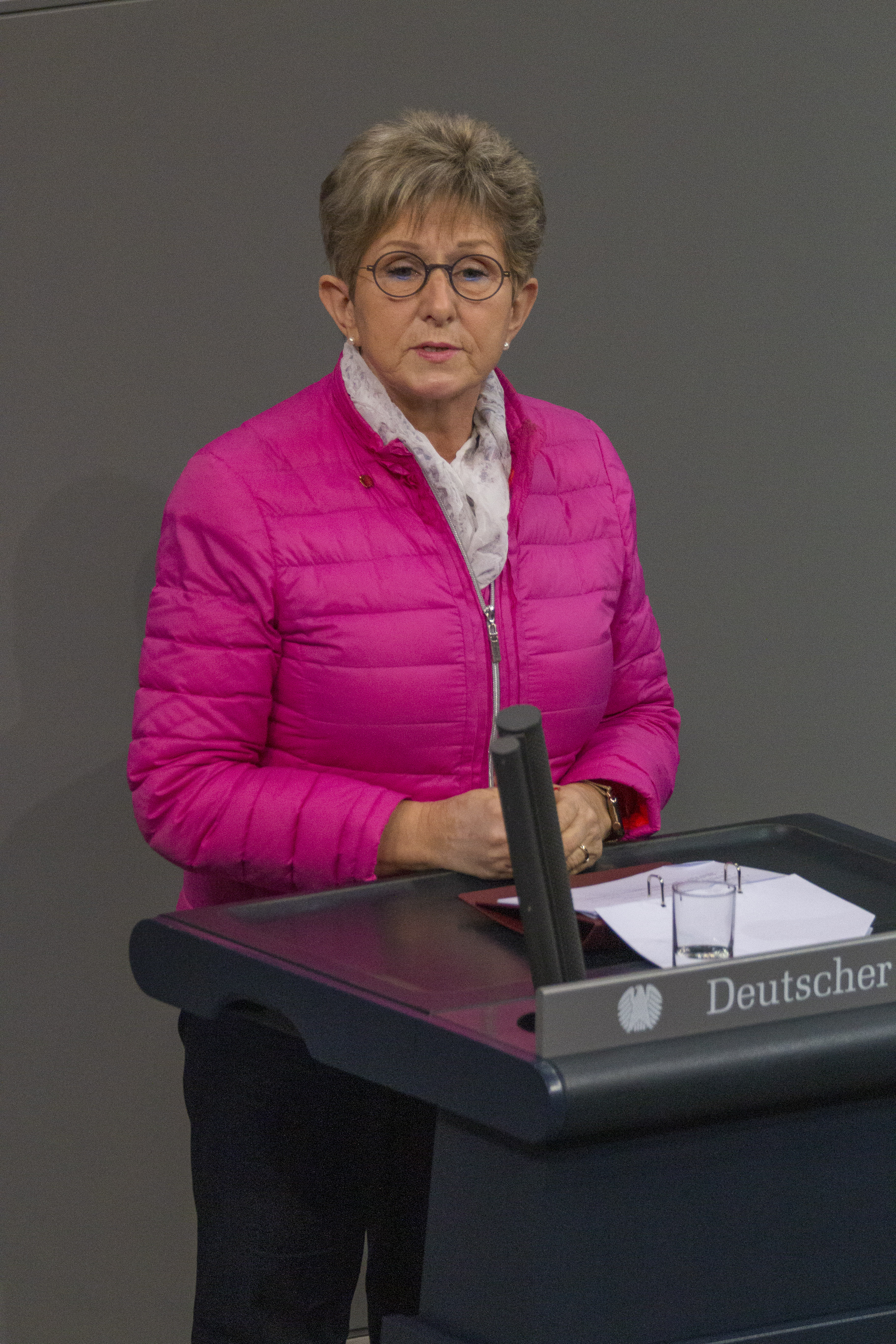
Dietlind Tiemann (* 1955)

- Tiemann, Ferdinand (1848–1899), deutscher Chemiker und Hochschullehrer
- Tiemann, Frank (* 1962), deutscher Jurist, Richter am Bundesgerichtshof
- Tiemann, Friedrich (1899–1982), deutscher Internist, Hochschullehrer und Nationalsozialist
- Tiemann, Hans-Günther (* 1960), deutscher Ruderer
- Tiemann, Hans-Jürgen, deutscher Unternehmer und Rennfahrer
- Tiemann, Heiko (* 1968), deutscher Künstler
- Tiemann, Heinrich (* 1951), deutscher Beamter und Staatssekretär des Auswärtigen Amts
- Tiemann, Helga (1917–2008), deutsche Malerin
- Tiemann, Hermann (1899–1981), deutscher Romanist, Bibliothekar und Hochschullehrer
- Tiemann, Jason (* 1973), US-amerikanischer Jazzmusiker
- Tiemann, Karl-Albrecht (1902–1955), deutscher Philologe und Opfer der DDR-Justiz
- Tiemann, Karl-Heinz (1940–2022), deutscher Agrarwissenschaftler
- Tiemann, Klaus-Peter (* 1945), deutscher Ingenieur
- Tiemann, Manfred (1948–2022), deutscher evangelischer Theologe, Autor und Gymnasiallehrer a. D.
- Tiemann, Marcel (* 1974), deutscher Automobilrennfahrer
- Tiemann, Michael, Open-Source-Programmierer
- Tiemann, Norbert (1924–2012), US-amerikanischer Politiker
- Tiemann, Otto (1890–1952), deutscher Offizier, zuletzt General der Pioniere im Zweiten Weltkrieg
- Tiemann, Petra (* 1958), deutsche Politikerin (SPD), MdL
- Tiemann, Susanne (* 1947), deutsche Rechtsanwältin, Hochschullehrerin und Politikerin (CDU), MdB
- Tiemann, Volker (* 1963), deutscher Bildhauer
- Tiemann, Walter (1876–1951), deutscher Buchkünstler, Schriftgestalter, Typograf, Grafiker und Illustrator
- Tiemann, Walter (1926–1986), deutscher Politiker (SPD), MdL
- Tiemann, Walther (1868–1939), deutscher Verwaltungsjurist und Landrat
- Tiemann, Werner (1933–2002), deutscher Handballspieler, Lehrer und Kommunalpolitiker
- Tiemann, Wolfgang (* 1952), deutscher Maler
- Tiemann, Yannik (* 1990), deutscher Jazzmusiker
- Tiemer, Herbert (1879–1938), deutsch-baltischer Architekt
- Tiemi Takagui, Ana (* 1987), brasilianische Volleyballspielerin
- Tiempo, César (1906–1980), argentinischer Journalist, Schauspieler und Schriftsteller
- Tiempo, Sergio (* 1972), venezolanisch-argentinischer Pianist
- Tiemroth, Lene (1943–2016), dänische Schauspielerin
- Tiemtarboum, Félix (1935–2013), burkinischer Militär, Politiker und Fußballfunktionär

### Tien
- Tien Ken-sin, Thomas (1890–1967), chinesischer Geistlicher, Erzbischof von Peking und Kardinal der römisch-katholischen Kirche
- Tien, James (* 1942), chinesischer Schauspieler
- Tien, Learner (* 2005), US-amerikanischer TennisspielerLearner Tien (* 2005)

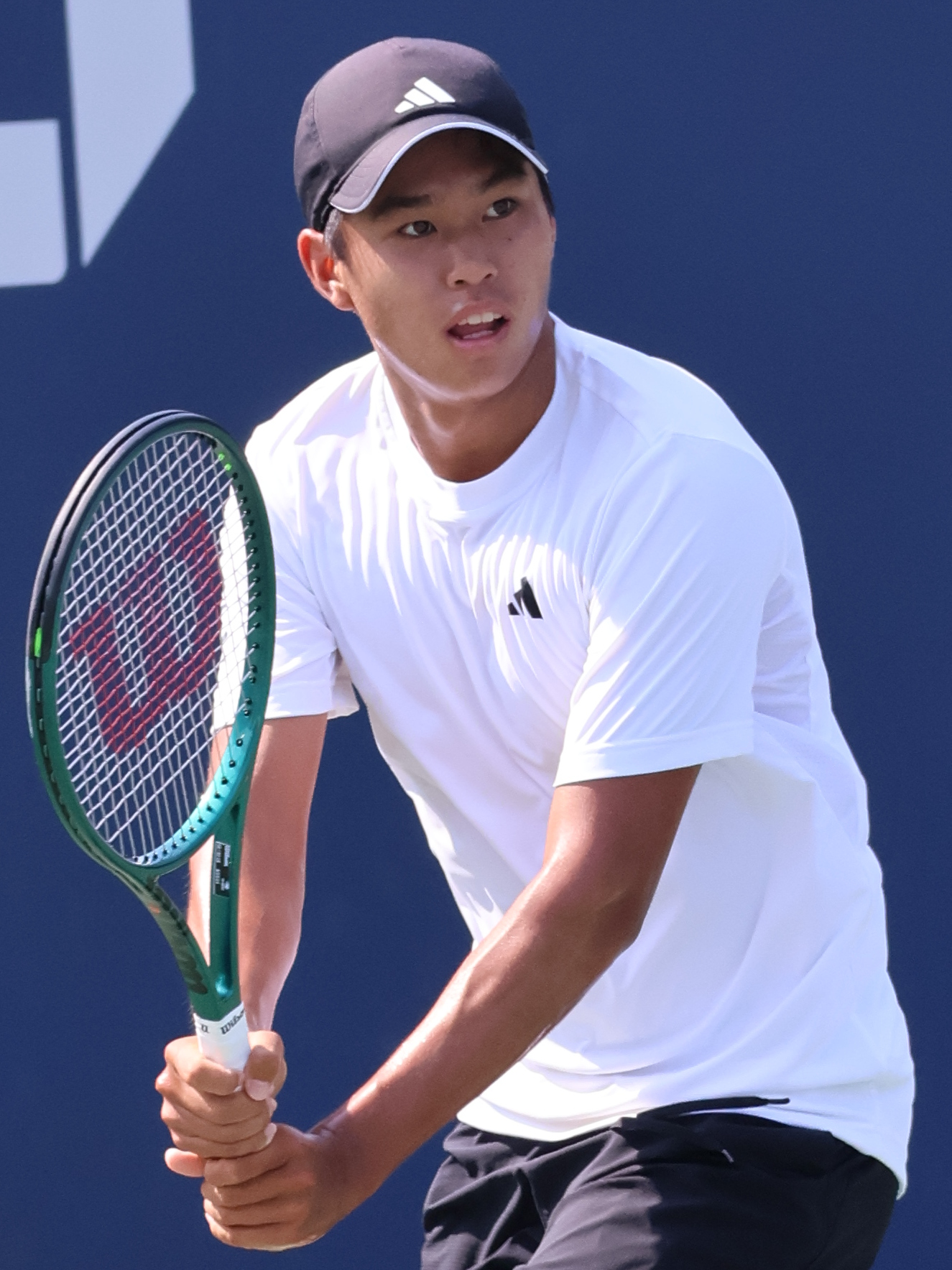
Learner Tien (* 2005)

- Tien, Michael (* 1950), chinesischer Politiker
- Tien, Ni (* 1948), chinesische Schauspielerin
- Tien, Tzu-chieh (* 1995), taiwanischer Badmintonspieler
- Tienda, Marta (* 1950), US-amerikanische Soziologin und Hochschullehrerin
- Tiendalli, Dwight (* 1985), niederländischer Fußballspieler
- Tiendrébéogo, Irène (* 1977), burkinisch-monegassische Leichtathletin
- Tiendrebeogo, Jean-Baptiste (1941–1998), burkinischer Geistlicher, römisch-katholischer Bischof von Kaya
- Tiendrébéogo, Norbert Michel (* 1955), burkinischer Politiker
- Tiene, Carla (* 1981), brasilianische Tennisspielerin
- Tiéné, Siaka (* 1982), ivorischer Fußballspieler
- Tienelt, André (* 1981), deutscher Koch
- Tienen, Janneke van (* 1979), niederländische Volleyball-Nationalspielerin
- Tienes, Hans (1906–2004), deutscher Unternehmer und Kulturförderer
- Tienhoven, Gijsbert van (1841–1914), niederländischer Rechtswissenschaftler und Politiker (Ministerpräsident 1891–1894)
- Tienstra, Jokelyn (1970–2015), niederländische Handballspielerin
- Tiensuu, Jukka (* 1948), finnischer Komponist, Cembalist, Dirigent und Pianist

### Tiep
- Tiepold, Peter (* 1945), deutscher Boxer
- Tiepolo, Baiamonte († 1328), Sohn des Dogen Lorenzo Tiepolo und Enkel des Dogen Jacopo Tiepolo
- Tiepolo, Giovanni (1570–1631), Patriarch von Venedig
- Tiepolo, Giovanni Battista (1696–1770), venezianischer Künstler des Barock
- Tiepolo, Giovanni Domenico (1727–1804), italienischer Maler des Barock
- Tiepolo, Jacopo († 1249), Doge von Venedig
- Tiepolo, Lorenzo († 1275), Doge von Venedig
- Tiepolo, Lorenzo (1845–1913), Bürgermeister von Venedig
- Tiepolo, Maria Francesca (1925–2020), italienische Paläografin, Leiterin des Staatsarchivs Venedig (1977–1990)

### Tier
- Tier, Nigel (* 1958), englischer Badmintonspieler
- Tierberg, Hans Rudolf von, Adliger aus dem Geschlecht der Herren von Tierberg
- Tiercelin de La Colleterie, Louise-Jeanne (1746–1779), Mätresse des französischen Königs Ludwig XV.
- Tiercelin, Louis (1849–1915), französischer Lyriker und Dramatiker
- Tiergart, Johann (1380–1456), Bischof von Kurland und Priester des Deutschen Ordens
- Tieri, Aroldo (1917–2006), italienischer Schauspieler
- Tieri, Frank (1904–1981), US-amerikanischer Mobster
- Tierlich, Petra (* 1945), deutsche Rennrodlerin
- Tiernan, Andrew (* 1965), britischer Schauspieler
- Tiernan, Graham (* 1952), deutscher Kameramann
- Tiernan, Patrick (* 1994), australischer Leichtathlet
- Tiernan, Robert (1929–2014), US-amerikanischer Politiker
- Tiernan, Sonja (* 1968), neuseeländische Historikerin
- Tiernan-Locke, Jonathan (* 1984), britischer Straßenradrennfahrer
- Tierney, Alison, britische Pflegetheoretikerin, Professorin und Chefredakteurin des Journal of Advanced Nursing
- Tierney, Andrea (* 1955), österreichische Malerin
- Tierney, Chris (* 1994), kanadischer Eishockeyspieler
- Tierney, Erin (* 1970), Leichtathletin von den Cookinseln
- Tierney, Fergus (* 2003), schottisch-malaysischer Fußballspieler
- Tierney, Gene (1920–1991), US-amerikanische SchauspielerinGene Tierney (1920–1991)

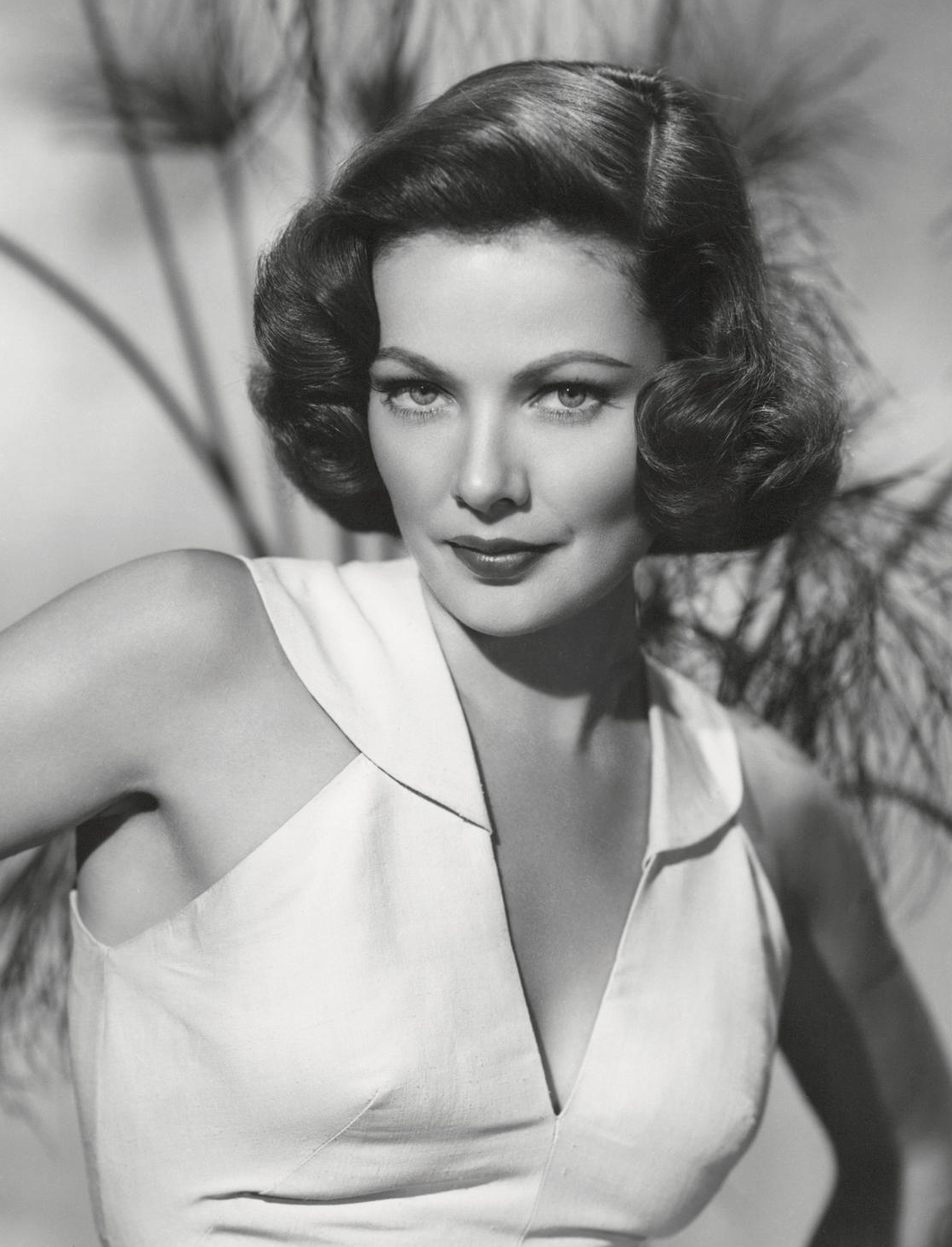
Gene Tierney (1920–1991)

- Tierney, Jacob (* 1979), kanadischer Schauspieler, Drehbuchautor und Regisseur
- Tierney, James (* 1947), US-amerikanischer Anwalt und Politiker
- Tierney, John F. (* 1951), US-amerikanischer Politiker
- Tierney, Kieran (* 1997), schottischer Fußballspieler
- Tierney, Lawrence (1919–2002), US-amerikanischer Schauspieler
- Tierney, Lawrie (1959–2011), schottischer Fußballspieler
- Tierney, Maura (* 1965), US-amerikanische SchauspielerinMaura Tierney (* 1965)

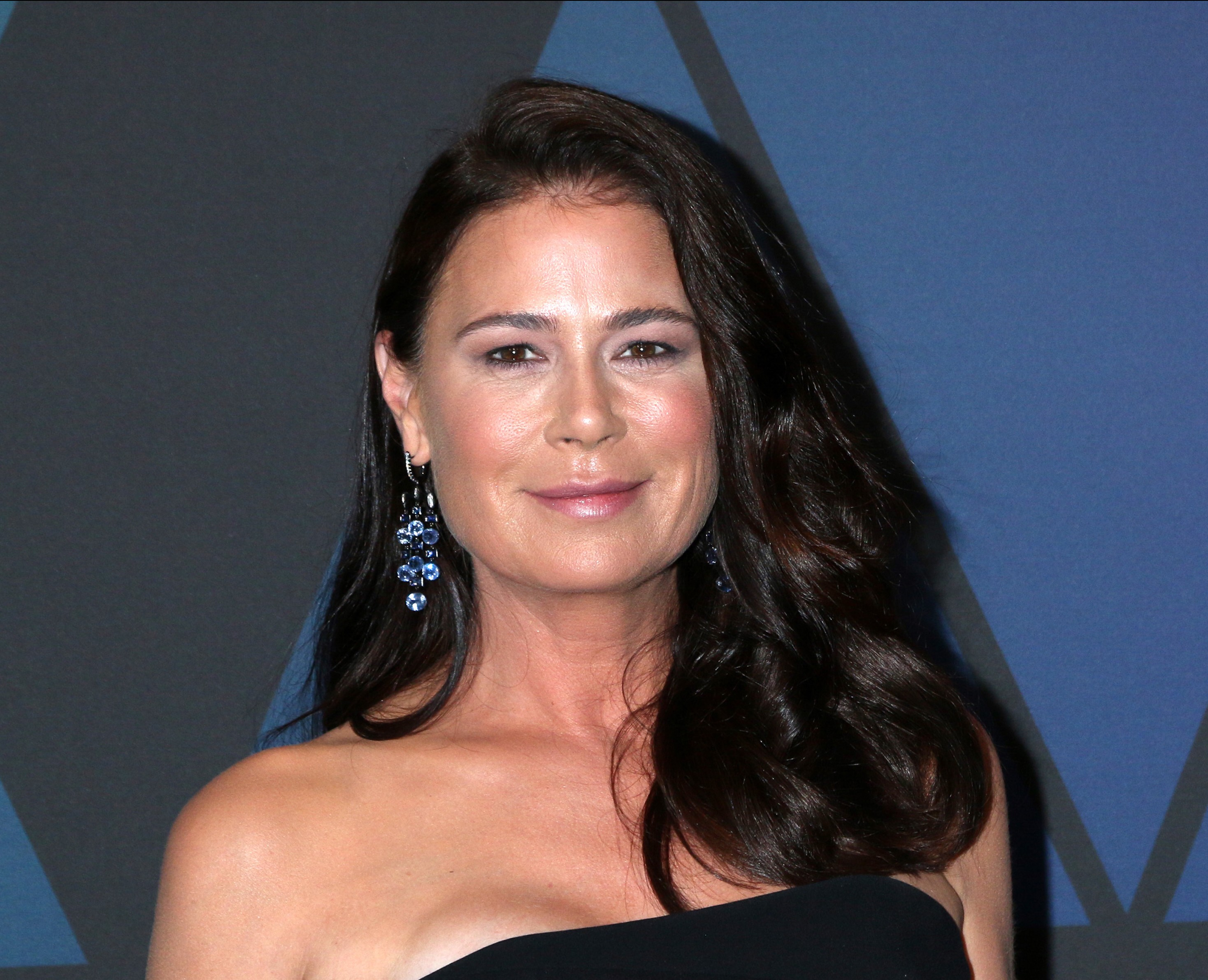
Maura Tierney (* 1965)

- Tierney, Michael (1839–1908), irisch-US-amerikanischer Geistlicher, römisch-katholischer Bischof von Hartford
- Tierney, Myles (1937–2017), US-amerikanischer Mathematiker
- Tierney, Patrick (1904–1990), irischer Politiker
- Tierney, Paul (* 1980), englischer Fußballschiedsrichter
- Tierney, Ross (* 2001), irischer Fußballspieler
- Tierney, William Laurence (1876–1958), US-amerikanischer Politiker
- Tierno Galván, Enrique (1918–1986), spanischer Politologe, Soziologe, Jurist und Schriftsteller
- Tierrablanca González, Rubén (1952–2020), mexikanischer römisch-katholischer Ordensgeistlicher, Apostolischer Vikar von Istanbul
- Tiersch, Claudia (* 1967), deutsche Althistorikerin
- Tiersch, Gunther (* 1954), deutscher Meteorologe und Olympiasieger
- Tiersen, Yann (* 1970), französischer Komponist, Musiker sowie MultiinstrumentalistYann Tiersen (* 1970)

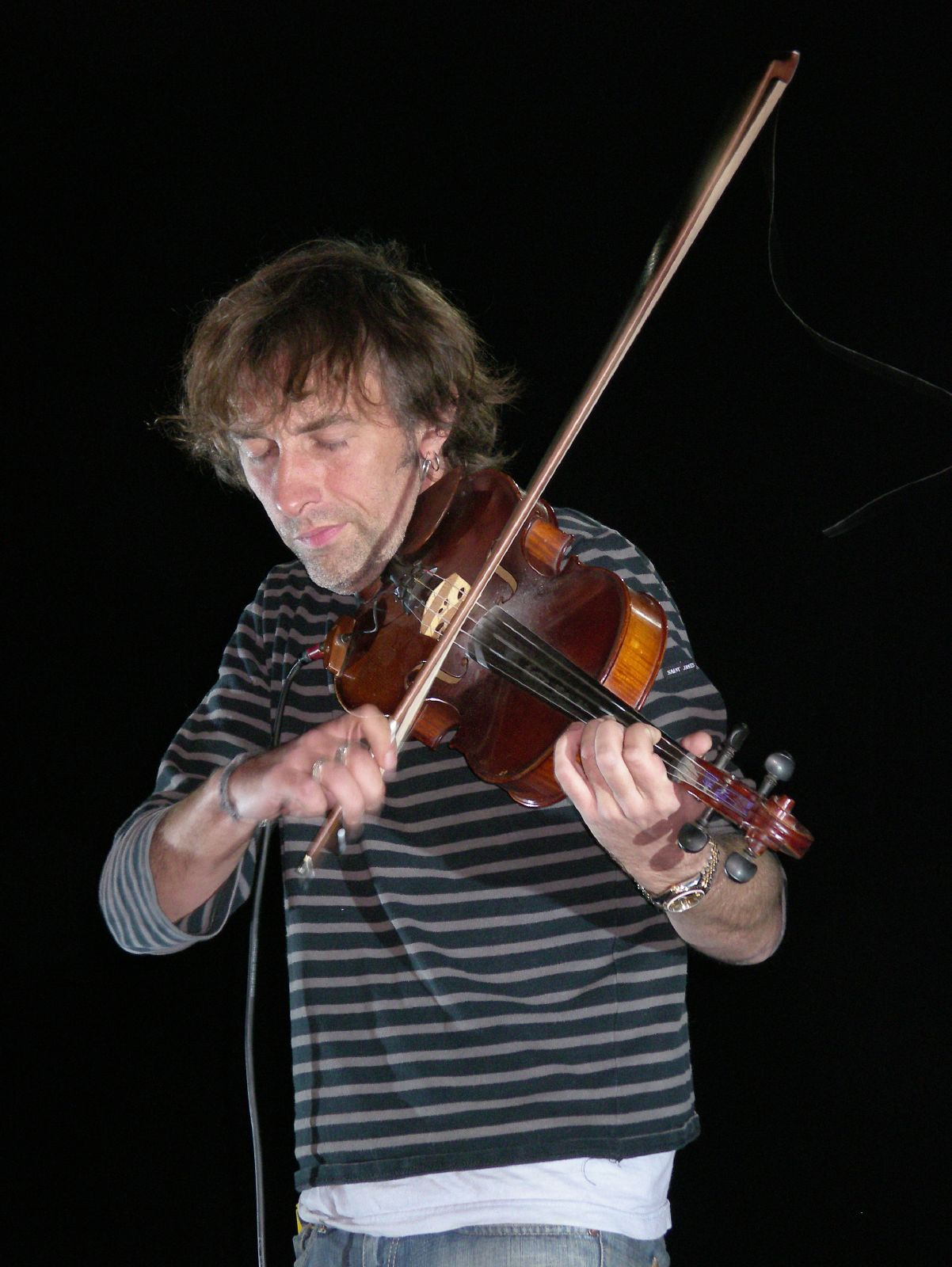
Yann Tiersen (* 1970)

- Tiersot, Edmond (1822–1883), französischer Arzt, Politiker und Freizeitmusiker
- Tiersot, Julien (1857–1936), französischer Musikwissenschaftler, Komponist und Pionier der Musikethnologie

### Ties
- Tieschowitz von Tieschowa, Bernhard (1841–1909), deutscher Verwaltungsjurist, Landrat und Regierungspräsident in Preußen
- Tieschowitz, Adolph von (1803–1862), deutscher Verwaltungsjurist und Politiker
- Tieschowitz, Bernhard von (1902–1968), deutscher Kunsthistoriker
- Tiesel, Margarethe (* 1959), österreichische Schauspielerin
- Tiesenhausen, Berend Heinrich von (1703–1789), deutschbaltischer Ritterschaftshauptmann und Gelegenheitsdichter
- Tiesenhausen, Carl von (1788–1849), baltischer Jurist
- Tiesenhausen, Detloff von († 1684), kurländischer Oberst in schwedischen und polnischen Diensten
- Tiesenhausen, Eduard von (1807–1878), baltischer Jurist
- Tiesenhausen, Emanuel von (1881–1940), sowjetischer Geologe, Polarforscher und Hochschullehrer
- Tiesenhausen, Ferdinand von (1782–1805), russischer Flügeladjutant in den Koalitionskriegen
- Tiesenhausen, Georg von (1914–2018), deutschamerikanischer Ingenieur und Raumfahrtpionier
- Tiesenhausen, Gerhard von (1878–1917), deutsch-baltischer Architekt des Jugendstil
- Tiesenhausen, Hans Diedrich von (1913–2000), deutscher Offizier, zuletzt KapitänleutnantHans Diedrich von Tiesenhausen (1913–2000)

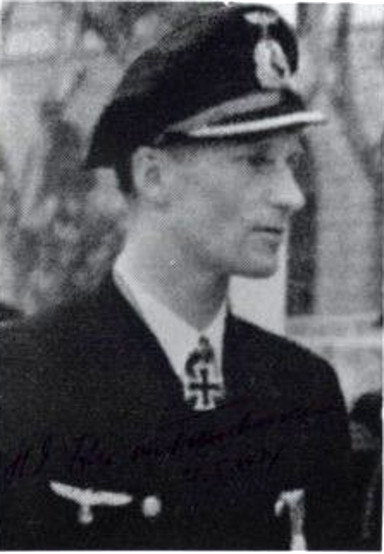
Hans Diedrich von Tiesenhausen (1913–2000)

- Tiesenhausen, Heinrich von († 1600), deutsch-baltischer Staatsmann und Historiker
- Tiesenhausen, Katharina von (1803–1888), russische Hofdame
- Tiesenhausen, Paul von († 1876), baltendeutscher Marine- und Landschaftsmaler
- Tiesenhausen, Woldemar von (1825–1902), russischer Orientalist
- Tiesler, Frank (1938–2021), deutscher Ethnologe und Politiker (DSU), MdV, MdB
- Tiesler, Ralph (* 1959), deutscher Jurist und Präsident des Bundesamtes für Bevölkerungsschutz und Katastrophenhilfe
- Tiesler, Stephan (* 1978), deutscher Politiker (CDU), MdL
- Tiessen, Anna Laura (* 1988), deutsche Politikerin (Volt)
- Tiessen, Hans-Jakob (* 1948), deutscher Politiker (parteilos), Landrat, Energiemanager und Präsident des Landessportverbandes
- Tiessen, Heinz (1887–1971), deutscher Komponist, Dirigent und Musikpädagoge
- Tiessen, Wolfgang (1930–2017), deutscher Verleger
- Tiessler, Hans (1905–1951), deutscher Jurist und Oberbürgermeister von Kattowitz
- Tießler, Walter (1903–1984), deutscher Propagandist des Nationalsozialismus
- Tieste, Heinrich (1815–1882), deutscher Wundarzt und Geburtshelfer
- Tiësto (* 1969), niederländischer DJ und ProduzentTiësto (* 1969)

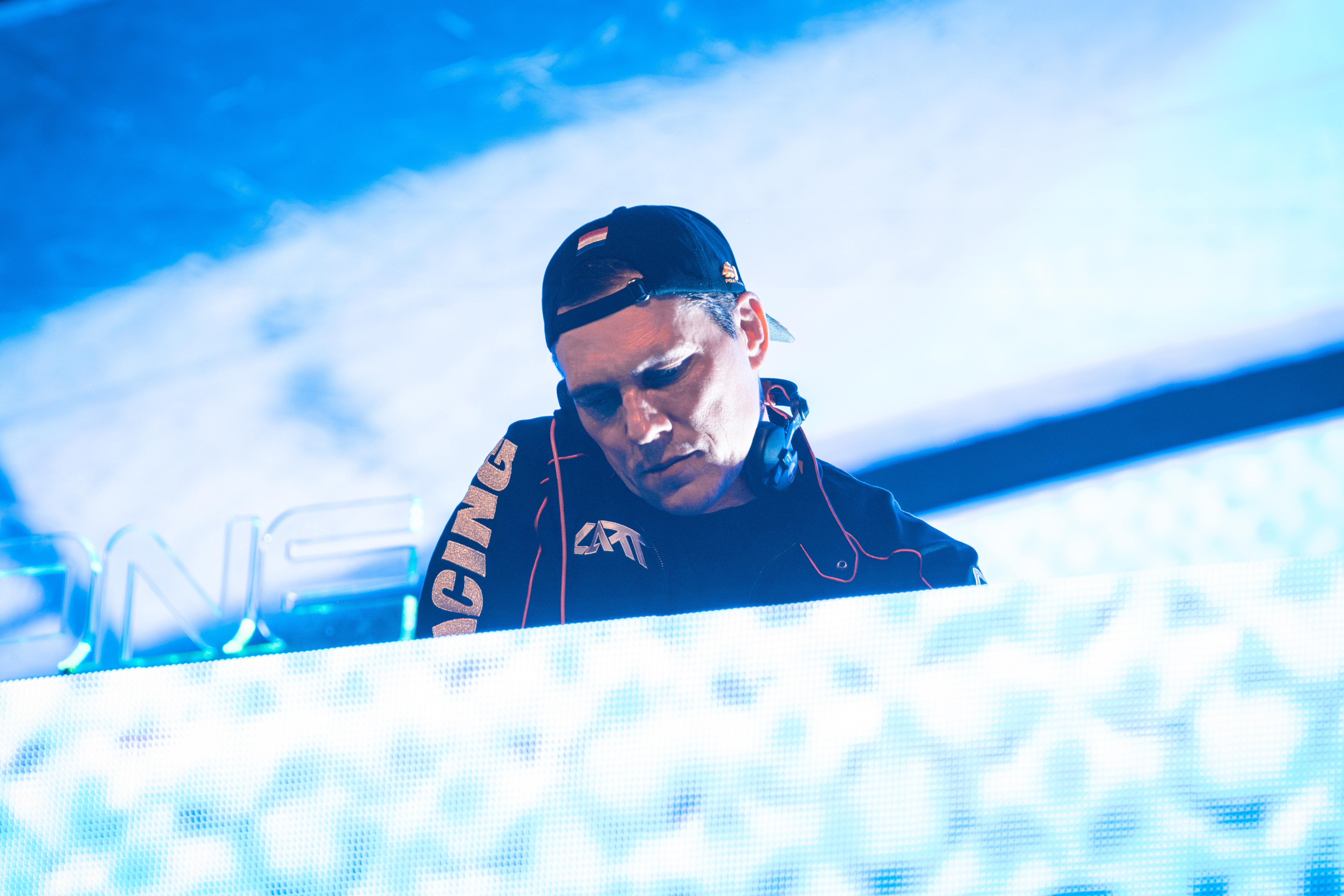
Tiësto (* 1969)

### Tiet
- Tietäväinen, Ville (* 1970), finnischer Architekt, Grafikdesigner, Illustrator und Comiczeichner
- Tietböhl, Max (* 1902), deutscher Politiker (NSDAP), MdR, MdL
- Tietböhl, Rainer (* 1952), deutscher Landwirt und Agrar-Funktionär
- Tietchens, Asmus (* 1947), deutscher Komponist und Klangkünstler
- Tietema, Bas (* 1995), niederländischer Radrennfahrer
- Tietenberg, Annette (* 1964), deutsche Kunsthistorikerin
- Tietge, Ilse (* 1904), deutsche Schriftstellerin und Journalistin
- Tietge, Johanna (* 1996), deutsche Fußballspielerin
- Tietgen, Carl Frederik (1829–1901), dänischer Bankier und Industrieller
- Tietgen, Lane († 2020), US-amerikanischer Lyriker, Komponist, Sänger, Gitarrist und Bassist (vornehmlich E-Bass)
- Tietgen, Madita (* 1995), deutsche Schriftstellerin
- Tietgen, Oliver (* 1974), deutscher Filmproduzent und Filmregisseur
- Tietgens, Gustav Wilhelm (1839–1910), deutscher Kaufmann und Politiker, MdHB
- Tietgens, Hans (1922–2009), deutscher Pädagoge in der Erwachsenenbildung
- Tietgens, Heinrich Adolph (1841–1920), deutscher Kaufmann und Politiker, MdHB
- Tietgens, Klaus (* 1971), deutscher Journalist
- Tietgens, Rolf (1911–1984), deutsch-amerikanischer Fotograf
- Tietgens, Waldemar (1879–1917), deutscher Ruderer
- Tietietta, Salif (* 2004), burkinischer Fußballspieler
- Tietje, Christian (* 1967), deutscher Rechtswissenschaftler
- Tietje, Claudia (1973–2013), deutsche Politikerin (SPD), MdA
- Tietje, Helmut (1926–1975), deutscher Politiker (CDU), MdL
- Tietje, Kai (* 1968), deutscher Dirigent und Arrangeur
- Tietje, Lars (* 1967), deutscher Theaterintendant
- Tietje, Ute (* 1949), deutsche Journalistin und Autorin
- Tietje, Walter (1899–1974), preußischer Landrat im Kreis Simmern
- Tietje, Werner (1924–1984), deutscher Schriftsteller
- Tietjen, Bettina (* 1960), deutsche FernsehmoderatorinBettina Tietjen (* 1960)

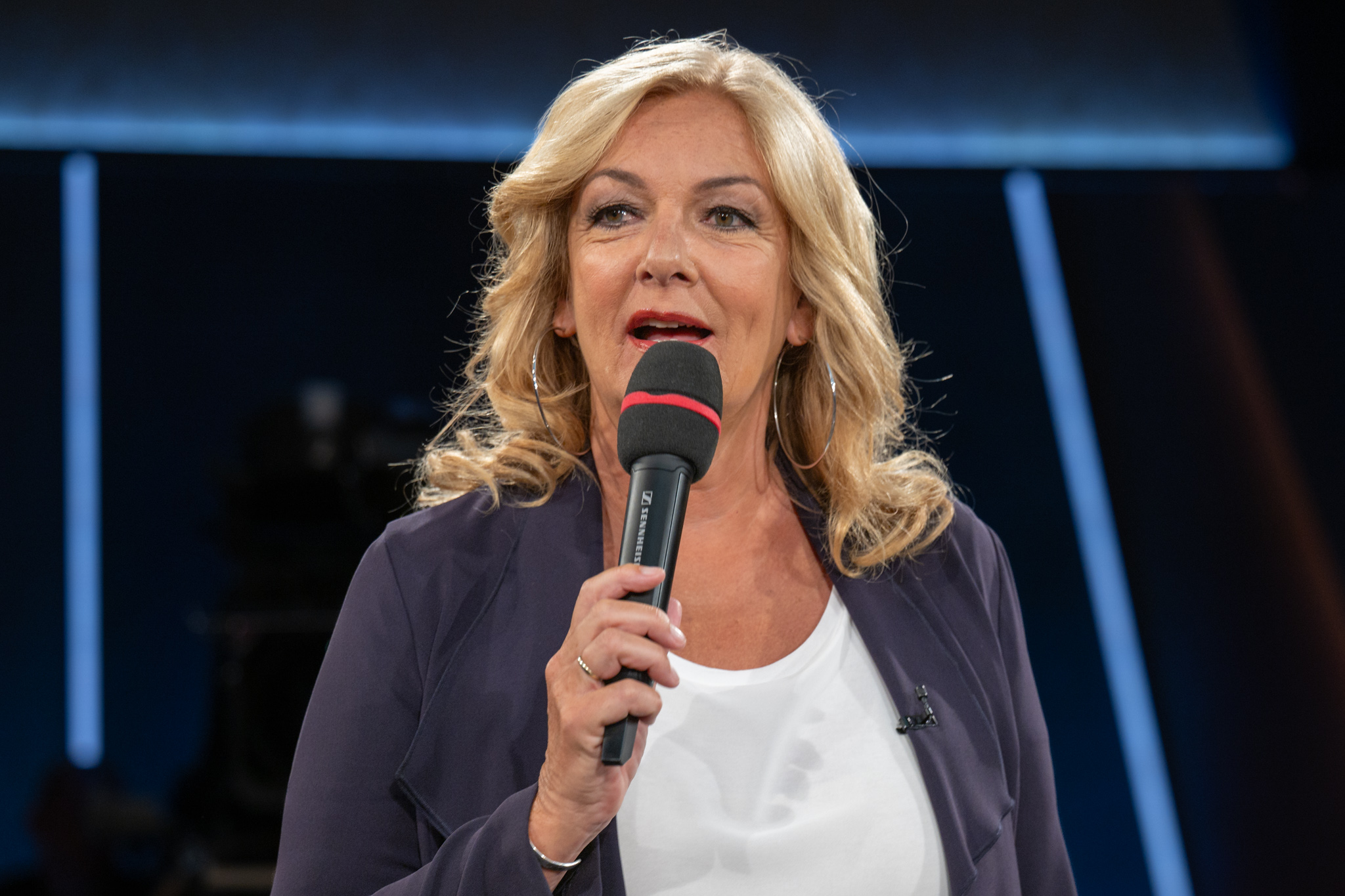
Bettina Tietjen (* 1960)

- Tietjen, Friedrich (1832–1895), deutscher Astronom
- Tietjen, Günther (1943–1993), deutscher Politiker (SPD), MdB
- Tietjen, Heinz (1881–1967), deutscher Regisseur, Dirigent und Intendant
- Tietjen, Insa (* 1979), deutsche Politikerin (Die Linke)
- Tietjen, Jill (* 1954), US-amerikanische Elektroingenieurin
- Tietjen, John (1928–2004), US-amerikanischer Theologe
- Tietjen, Judith (* 2002), deutsche Handballspielerin
- Tietjen, Marie Rosa (* 1986), deutsche Schauspielerin
- Tietjen, Martin (* 1985), deutscher Moderator, Journalist und SchauspielerMartin Tietjen (* 1985)

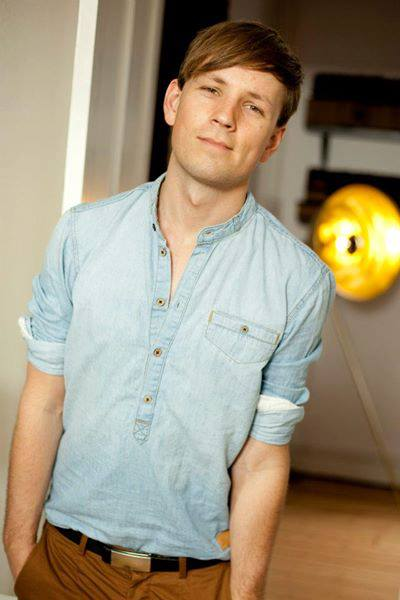
Martin Tietjen (* 1985)

- Tietjen, Nikolaus (1873–1924), deutscher Bürgermeister
- Tietjens, Edwin (1894–1944), deutscher Psychologe, Schriftsteller und Widerstandskämpfer gegen den Nationalsozialismus
- Tietjens, Joachim (1852–1916), deutscher Bildhauer
- Tietjens, Oskar (1893–1971), deutscher Ingenieurwissenschaftler
- Tietjens, Therese (1831–1877), deutsche Opernsängerin (Sopran) und Gesangspädagogin
- Tietke, Mathias (* 1959), deutscher Journalist
- Tietkens, William (1844–1933), britischer Entdeckungsreisender und Prospektor in Australien
- Tietmann, Hans (1883–1935), deutscher Architekt
- Tietmann, Otto (1893–1983), deutscher Landwirt und Ministerialbeamter
- Tietmeyer, Elisabeth (* 1960), deutsche Ethnologin, Direktorin des Museum Europäischer Kulturen
- Tietmeyer, Hans (1931–2016), deutscher Staatssekretär und Bundesbankpräsident
- Tietmeyer, Klemens (1937–1993), deutscher Tischtennisspieler
- Tietz, Alexander (1896–1978), deutscher Ethnograf, Lehrer und Schriftsteller
- Tietz, Alfred Leonhard (1883–1941), deutsch-jüdischer Kaufmann und Warenhaus-Unternehmer
- Tietz, Anne-Luise (* 1992), deutsche Schauspielerin
- Tietz, Antje (* 1969), deutsche Politikerin (PDS), MdL
- Tietz, Bruno (1933–1995), deutscher Ökonom
- Tietz, Carl (1831–1874), deutscher Architekt in Wien
- Tietz, Christiane (* 1967), deutsche evangelische TheologinChristiane Tietz (* 1967)

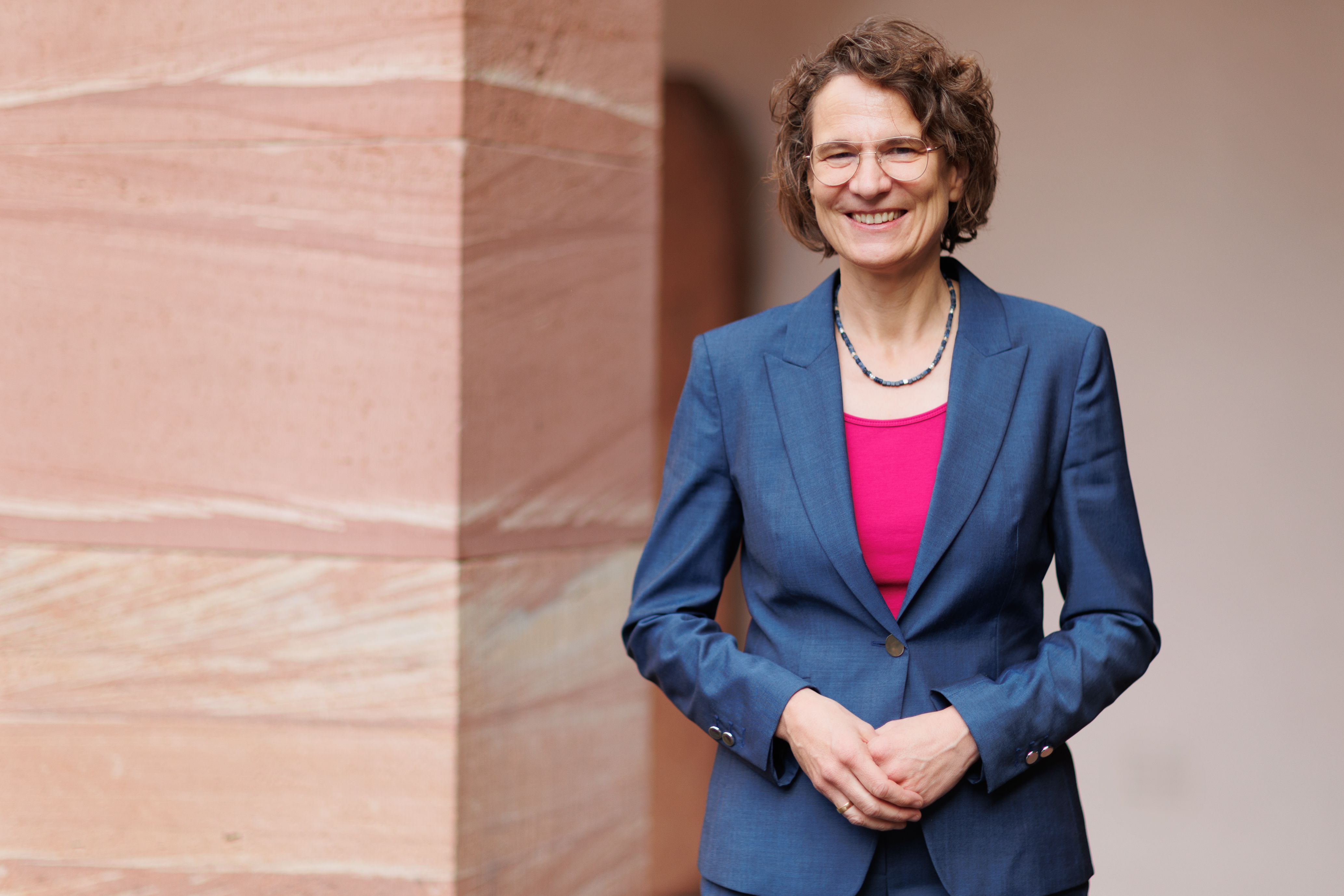
Christiane Tietz (* 1967)

- Tietz, Friedrich (1803–1879), deutscher Theaterdirektor und Schriftsteller
- Tietz, Fritz (* 1958), deutscher Schriftsteller und Schauspieler
- Tietz, Georg (1876–1960), deutscher Politiker (SPD), MdL
- Tietz, Gerold (1941–2009), deutscher Schriftsteller
- Tietz, Gunther (1961–1993), deutscher Schriftsteller, Lyriker und Herausgeber
- Tietz, Hermann (1837–1907), deutsch-jüdischer Kaufmann, Mitbegründer der Warenhauskette Hertie
- Tietz, Hermann (1844–1901), deutscher Chemiker und Musiker
- Tietz, Horst (1921–2012), deutscher Mathematiker
- Tietz, Horst-Dieter (* 1937), deutscher Ingenieurwissenschaftler, emeritierter Professor und früherer Rektor der FH Zwickau
- Tietz, Janko (* 1972), deutscher Journalist
- Tietz, Josef (1830–1906), deutscher Theaterschauspieler
- Tietz, Julius (* 1838), deutscher Theologe, Pädagoge, Sachbuchautor und Schulleiter
- Tietz, Jürgen (* 1964), deutscher Architekturkritiker und Publizist
- Tietz, Karl-Ewald (1941–2011), deutscher Germanist, Pädagoge und Volkskundler
- Tietz, Karl-Heinz (1919–2014), deutscher Fußballspieler
- Tietz, Karsten, deutscher Diplomat und Politiker (CDU)
- Tietz, Kristina (* 1990), deutsche Synchronsprecherin
- Tietz, Leonhard (1849–1914), deutsch-jüdischer Kaufmann und Warenhaus-UnternehmerLeonhard Tietz (1849–1914)

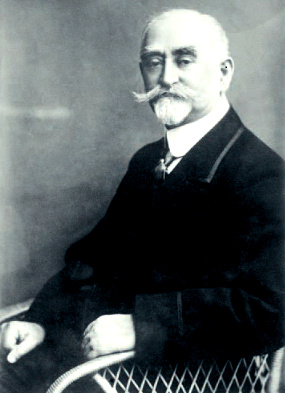
Leonhard Tietz (1849–1914)

- Tietz, Manfred (* 1941), deutscher Romanist
- Tietz, Margarete (1887–1972), deutsch-amerikanische Sozialfürsorgerin, Pädagogin und Mäzenatin
- Tietz, Marion (* 1952), deutsche Handballspielerin
- Tietz, Michael (* 1944), deutscher Synchronsprecher und Filmschauspieler
- Tietz, Norbert (1942–1985), deutscher Politiker (CDU)
- Tietz, Oscar (1858–1923), deutscher Kaufmann, Begründer einer Kaufhauskette
- Tietz, Oskar (1895–1975), deutscher Radrennfahrer
- Tietz, Phillip (* 1997), deutscher Fußballspieler
- Tietz, Siegfried (* 1936), deutscher Fußballspieler
- Tietz, Uwe (* 1947), deutscher Politiker (Bündnis 90/Die Grünen), MdA
- Tietz, Viktor (1859–1937), sudetendeutscher Schachspieler und -funktionär
- Tietz, Werner (* 1970), deutscher Althistoriker
- Tietze, Albrecht (1901–1968), deutscher Internist
- Tietze, Alexander (1864–1927), deutscher Arzt
- Tietze, Andreas (1914–2003), österreichischer Turkologe
- Tietze, Andreas (* 1962), deutscher Politiker (Bündnis 90/Die Grünen), MdL
- Tietze, Barbara (* 1954), deutsche Politikerin (SPD), MdL
- Tietze, Carin C. (* 1964), deutsch-US-amerikanische SchauspielerinCarin C. Tietze (* 1964)

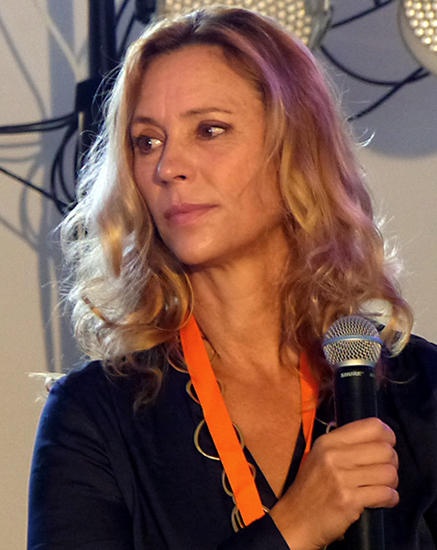
Carin C. Tietze (* 1964)

- Tietze, Christopher (1908–1984), austroamerikanischer Arzt und Demograf
- Tietze, Daniel (* 1977), deutscher Politiker (Die Linke), Staatssekretär (Berlin)
- Tietze, Ekkehard (1914–1995), deutscher Kirchenmusiker
- Tietze, Emil (1845–1931), österreichischer Geologe
- Tietze, Friedel, deutsche Rodlerin
- Tietze, Hans (1880–1954), österreichischer Kunsthistoriker
- Tietze, Heinrich (1880–1964), österreichisch-deutscher Mathematiker
- Tietze, Herbert (* 1909), deutscher Jurist im Dienst des NS-Regimes
- Tietze, Ingeborg (* 1919), deutsche Badmintonspielerin
- Tietze, Jürgen (* 1935), deutscher Politiker (CDU), MdA
- Tietze, Karlheinz (1912–1996), deutscher Internist und Sportmediziner
- Tietze, Lutz Friedjan (* 1942), deutscher Chemiker und Hochschullehrer
- Tietze, Mark-Stefan (* 1966), deutscher Satiriker und Autor
- Tietze, Martin (1908–1942), deutscher Rennrodler
- Tietze, Paul (* 1963), deutscher Jazzmusiker (Kontrabass) und Arrangeur
- Tietze, Rosemarie (* 1944), deutsche Übersetzerin, Dolmetscherin und Dozentin
- Tietze, Werner (1940–2013), deutscher Schauspieler, Regisseur und Drehbuchautor
- Tietze, Willi (1910–1944), deutscher Schildermaler und Widerstandskämpfer gegen den Nationalsozialismus
- Tietze, Wolfgang (* 1954), deutscher Maler und Grafiker
- Tietze-Conrat, Erica (1883–1958), österreichische Kunsthistorikerin
- Tietze-Ludwig, Karin (* 1941), deutsche Moderatorin und FernsehansagerinKarin Tietze-Ludwig (* 1941)

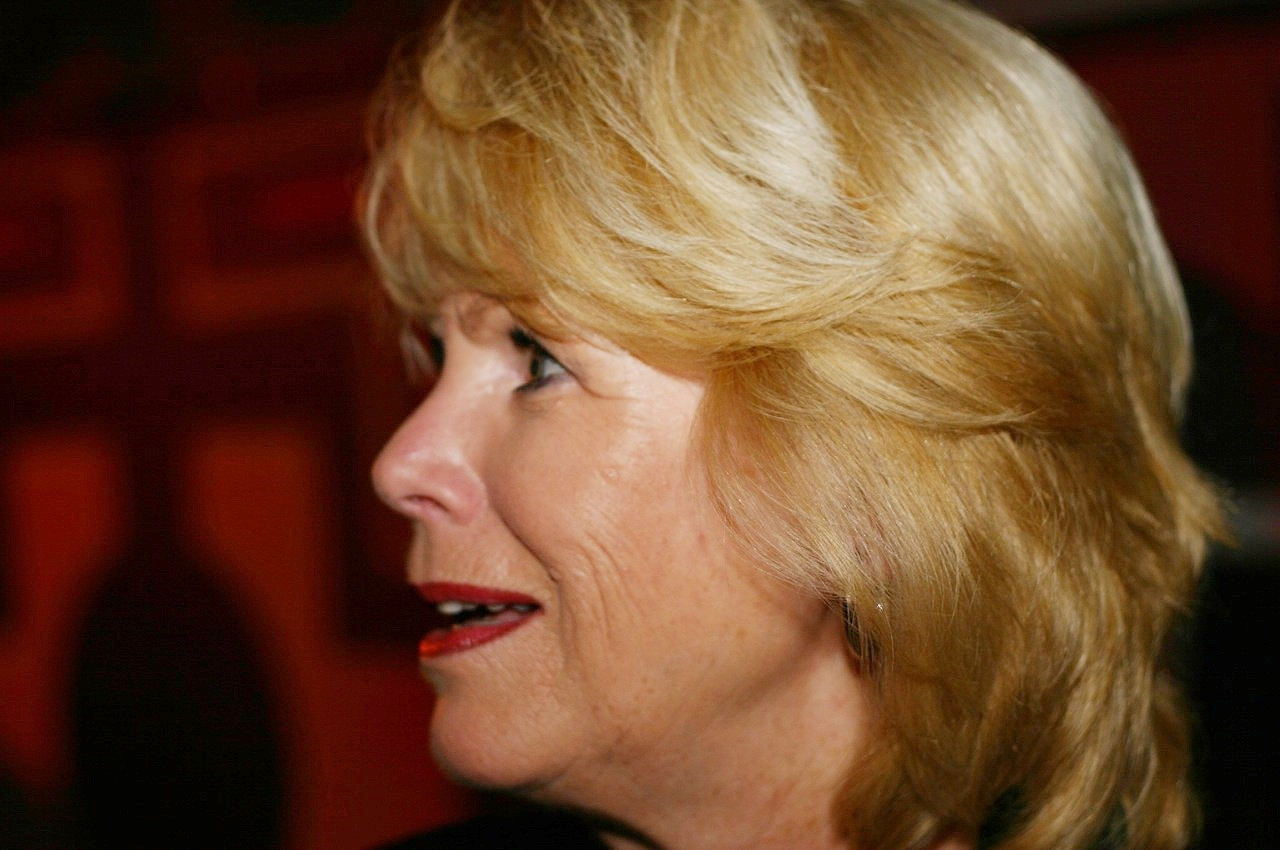
Karin Tietze-Ludwig (* 1941)

- Tietzel, Manfred (1946–2025), deutscher Wirtschaftswissenschaftler
- Tietzen und Hennig, Siegfried von (1825–1896), preußischer Generalleutnant
- Tietzen und Hennig, Wilhelm von (1787–1869), preußischer General der Kavallerie, Kommandierender General des V. Armee-Korps
- Tietzen, Josef (1933–2019), deutscher Fotograf
- Tietzer, Sven (* 1975), deutscher Radio und Fernsehmoderator

### Tieu
- Tiéu, Joseph Trân Xuân (1945–2025), vietnamesischer Geistlicher, römisch-katholischer Bischof von Long Xuyên

### Tiez
- Tieze, Agnes (* 1970), deutsche Kunsthistorikerin
- Tiezzi, Augusto (1910–1990), italienischer Kameramann
- Tiezzi, Clara (* 1999), brasilianische Schauspielerin
- Tiezzi, Enzo (1938–2010), italienischer Chemiker